# Großsteingräber bei Vorbein

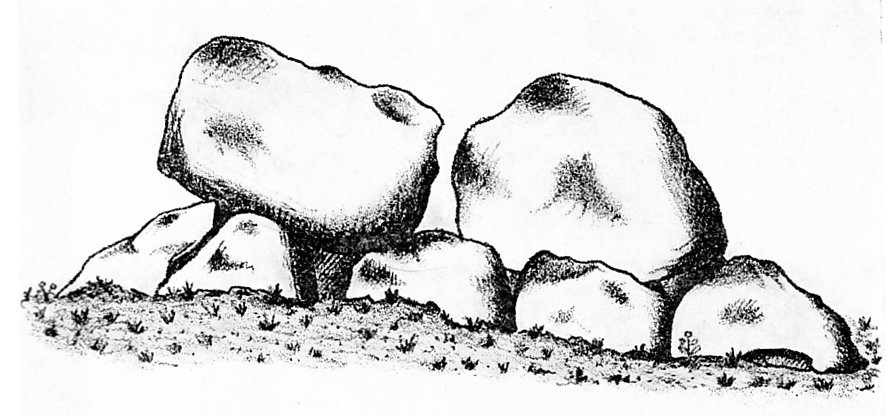
Grab 1 nach von Hagenow

Die Großsteingräber bei Vorbein waren fünf megalithische Grabanlagen der jungsteinzeitlichen Trichterbecherkultur bei Vorbein, einem Ortsteil von Loitz im Landkreis Vorpommern-Greifswald (Mecklenburg-Vorpommern). Sie wurden vermutlich im späten 19. Jahrhundert zerstört. Die Existenz der Gräber wurde in den 1820er Jahren durch Friedrich von Hagenow handschriftlich erfasst. Seine Notizen wurden 1904 von Rudolf Baier veröffentlicht. Eine Anlage wurde durch von Hagenow 1824 ausgegraben und zeichnerisch festgehalten. Sie trägt die Sprockhoff-Nummern 545. Die Fundgegenstände verblieben zunächst in von Hagenows Privatbesitz und befinden sich heute im Stralsund Museum.

## Lage
Die genaue Lage der Gräber wurde durch von Hagenow nicht vermerkt. Die Anlagen von Vorbein waren Teil einer größeren Gruppe von Megalithgräbern, die sich südwestlich von Greifswald zwischen Dargelin im Osten und Düvier im Westen erstreckt.

## Beschreibung

### Architektur
Die Gräber wurden zunächst nur listenartig erfasst. Der Liste ist zu entnehmen, dass es sich bei allen fünf Gräbern um Großdolmen gehandelt hat. Vier waren von einem Rollsteinhügel ummantelt. Das fünfte besaß eine runde oder ovale steinerne Umfassung.
Eines der Gräber ohne Umfassung wurde durch von Hagenow 1824 ausgegraben. Es war ost-westlich orientiert und besaß vier Wandsteinpaare an den Langseiten, je einen Abschlussstein an den Schmalseiten und vermutlich drei Decksteine. Die Decksteine waren bereits kurz vor von Hagenows Untersuchung gesprengt worden, seine Rekonstruktionszeichnung zeigt lediglich zwei Steine. Der Boden der Grabkammer bestand aus Lehm und Sand. Am Westende war durch eine nord-südlich verlaufende Reihe senkrecht gestellter Steinplatten ein Quartier abgetrennt. Die Kammer hatte eine Länge von 14 bis 16 Fuß (ca. 4,4 bis 5,0 m) und eine Breite von 5 Fuß (ca. 1,6 m).

### Funde
An Grabbeigaben fanden sich Scherben eines Keramikgefäßes, das Knochen und Asche enthalten hatte, zwei Hohlbeile, ein dicknackiges Beil, eine dreikantige Pfeilspitze und zwei Klingen aus Feuerstein sowie zwei Äxte aus einer Nachbestattung der Einzelgrabkultur. Die Keramikscherben wurden offenbar nicht aufgehoben, alle anderen Funde befinden sich heute in der Sammlung des Stralsund Museums.